# NGC 5005
NGC 5005 (другие обозначения — UGC 8256, MCG 6-29-52, ZWG 189.35, IRAS13086+3719, PGC 45749) — галактика в созвездии Гончие Псы.
Этот объект входит в число перечисленных в оригинальной редакции «Нового общего каталога».
В галактике вспыхнула сверхновая SN 1996ai типа Ia, её пиковая видимая звездная величина составила 14,5.